# Мартинели (Мачерата)
Мартинели (итал. Martinelli) насеље је у Италији у округу Мачерата, региону Марке.
Према процени из 2011. у насељу је живело 21 становника. Насеље се налази на надморској висини од 506 м.